# 范景刚
范景刚（1976—），本名范二军，中国媒体人物，长期担任乌有之乡网站站长及乌有之乡书店负责人。

## 生平

### 早年经历
范二军出生于河南省。1990年代在北京上大学，毕业于北京航空航天大学。1992年邓小平南巡，号召进一步改革开放，中国随后建立了社会主义市场经济。范二军认为这些市场改革“偏离了毛泽东的战略，给中国的发展带来了威胁”。

### 新青年学会
2000年夏，范二军参与了在北京大学成立的新青年学会，是该会八位创始成员之一。2001年被捕，之后获得释放，但另外四名创始成员徐伟、杨子立、靳海科、张宏海被以“颠覆国家政权罪”分别判处8到10年徒刑。北京市第一中级人民法院在一审刑事判决书称，被告人“自2000年8月以来，在北京大学、中国人民大学等地多次秘密聚会......妄图推翻中国共产党的领导和社会主义制度，颠覆人民民主专政的政权。”
2003年，新青年学会案的主要被告人张宏海的辩护律师张思之和阎如玉在二审辩护词中写道，“颠覆国家政权罪”罪名在一审中成立主要依据是范二军的证词，而范二军本身就是利益相关者，质疑其证词“有没有被人威逼或者急于立功、摆脱自我的情况”，不应采信。但北京市高级人民法院在二审中决定维持原判。被判处有期徒刑八年的杨子立在2009年出狱后曾找范二军对质，范二军“承认是在一个有电网的院子里受到了威逼，因为胆怯就签了字。”

### 乌有之乡
范二军获释后，曾在北京航空航天大学担任政治辅导员。2003年，与韩德强成立了北京乌有之乡文化传播有限公司，创立了乌有之乡网站及书店，化名范景刚。范景刚表示，虽然自己没有经历过毛泽东时代，但通过跟“经历过的工人、农民、学生、中共老干部、老革命和保守派交谈”，得出了毛泽东时代“人们拥有更多的尊严、更高的社会地位和更好的福利”的结论，而乌有之乡就是宣扬这一理念的平台。
2011年，范景刚在网上收集了5万个签名，要求起诉“诽谤毛泽东”的中国经济学家茅于轼，为此接到过威胁电话。2012年薄熙来事件发生后，该网站一度遭到查封。2013年清明节，范景刚赴八宝山革命公墓拜祭薄一波夫妇，送上挽联及花篮，并激动地说“您们用毛泽东思想培养了一个杰出的儿子，他成为了一位伟大的人民英雄！您们的儿子虽然在汉奸卖国贼的陷害之下，他一时蒙难，但是全国人民没有忘记他，还在坚定地支持他。”同年的毛泽东诞辰，范景刚又表示“习近平总书记明确表态要坚定不移地走共同富裕道路，下定决心整党反腐，引领中国走向中华民族伟大复兴的新征程之际，无数人心中洋溢着温暖和幸福，对未来充满期待和希望”，称“大家从习近平总书记身上感受到了毛主席那样自信大度的风采”。